# Enceinte médiévale de Tours
Vous lisez un « bon article » labellisé en 2020.  Il fait partie d'un « bon thème ».
L'enceinte médiévale de Tours, aussi appelée clouaison de Jean le Bon ou mur de Jean le Bon, est une enceinte fortifiée construite entre 1354 et 1368 pour défendre la ville médiévale de Tours.
S'étirant le long de la Loire, elle réunit la « Cité » autour de la cathédrale, à l'est, et « Châteauneuf », noyau formé autour de la basilique Saint-Martin, à l'ouest. Cette construction de qualité médiocre devient rapidement obsolète. Malgré plusieurs phases de modernisation et de réaménagement au cours du XVe siècle, elle n'est plus en mesure de faire face à l'évolution des techniques de guerre (artillerie plus performante) ; elle est vite débordée par l'urbanisation gagnant les faubourgs. Elle disparaît progressivement, entre la fin du XVIe siècle où une enceinte plus étendue est édifiée et le début des années 1970 au cours desquelles les quartiers endommagés en 1940 sont reconstruits et remodelés. Son rôle politique est cependant essentiel puisqu'elle réalise l'unité géographique de la ville et entraîne par contrecoup son unité administrative ; un élément marquant de cette évolution est l'élection en 1492 de Jean Briçonnet, premier maire de Tours.
Elle est inscrite à l'inventaire général du patrimoine culturel en 1991 mais hormis un pan de la muraille sur le front de Loire, conservé dans un parking public en sous-sol, plus aucun vestige n'en est visible en élévation. Son tracé se révèle toutefois sur les plans modernes de la ville, grâce aux rues qui soulignent les tracés des fossés qui la bordaient, notamment à l'ouest et au sud.

## Contexte géographique et historique

OpenStreetMap Les enceintes de Tours au XIIe siècle.

Au XIVe siècle, Tours est une cité bipolaire, l'équivalent d'une conurbation moderne. À l’ouest se trouve Châteauneuf, pôle commercial en développement et pèlerinage actif dont la partie centrale, autour du tombeau de saint Martin est défendue par la vieille enceinte du Xe siècle. À l’est la Cité, siège des autorités administrative et religieuse, est entièrement emprise dans les murailles de l'enceinte du Bas-Empire romain, à l'exception du petit bourg des Arcis qui a grandi sur le flanc occidental de la Cité et qui est probablement emmuré au XIe ou au XIIe siècle. Entre ces deux pôles, le monastère de Saint-Julien, refondé au Xe siècle par Téotolon après qu'il a été saccagé par les Normands, le long de la voie qui relie ces deux pôles en longeant le fleuve, voit naître autour de lui d’autres établissements religieux plus modestes.
Les habitants commencent à prendre conscience du risque présenté par la Loire, qui longe la totalité de l’agglomération, car aucune levée n’existe à cette époque. Enfin, la période d’insécurité liée aux attaques de bandes de pillards agissant pour le compte du Prince noir impose la réalisation d’un ouvrage défensif.

## Une nouvelle enceinte

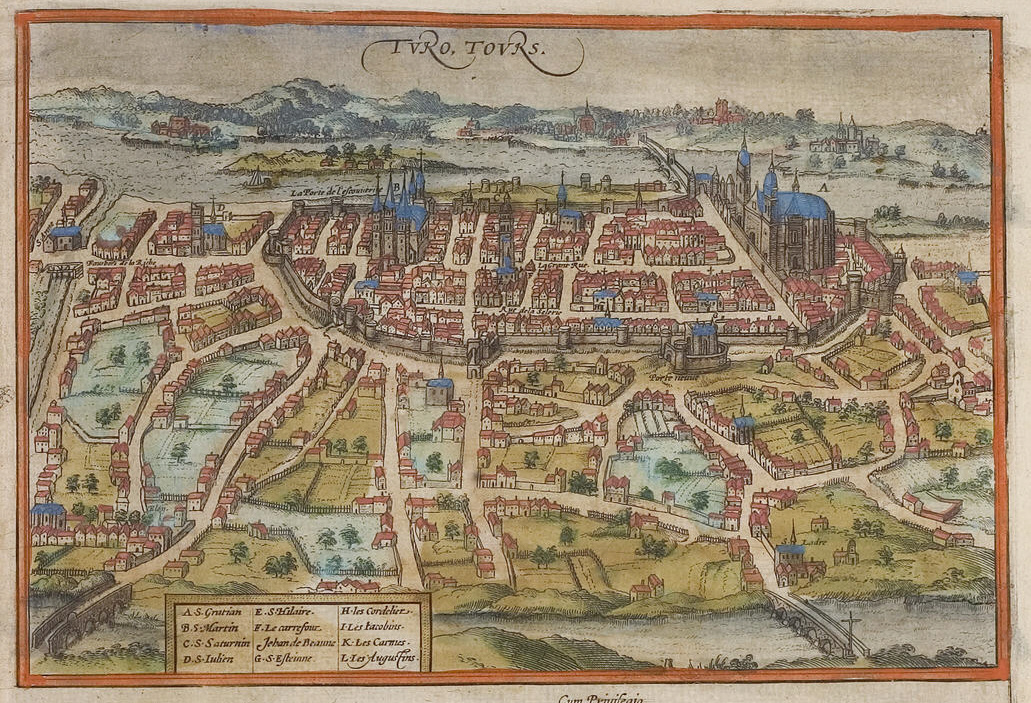
Vue cavalière de Tours et de la clouaison (Georg Braun et Frans Hogenberg, 1572).

Les Tourangeaux décident donc l’érection d’une enceinte (la quatrième dans l'histoire tourangelle si la fortification de l'amphithéâtre est incluse) qui englobe l’ensemble des zones urbanisées et qui réalise physiquement l’union de la ville. Cette enceinte, dénommée clouaison, a également pour objectif de protéger le front de Loire des crues du fleuve. Sa construction, commencée sans doute à l'initiative des habitants de Châteauneuf en 1354 voire plus tôt, est confirmée et encouragée par lettres patentes du roi Jean II le Bon datées du 30 mars 1356 à Beauvais ; entre autres mesures, ces lettres prescrivent la récupération des pierres d'anciens monuments et autorisent le prélèvement de bois dans les domaines royaux. La face occidentale et une partie du front de Loire sont construits dès 1358-1359. L'enceinte n'est achevée qu'en 1368 après une interruption du chantier entre 1360 et 1363, faute de moyens financiers, Jean le Bon ayant alors interdit que des taxes prélevées par la ville viennent concurrencer les impôts royaux,.
Sa construction bénéficie en grande partie du financement accordé par le chapitre de Saint-Martin et les riches marchands de Châteauneuf, les uns rivalisant de prodigalité avec les autres ; le chapitre métropolitain, installé dans la Cité, se montre beaucoup plus réticent dans la crainte de perdre, dans l’opération, une partie de son autorité, d’autant plus qu’il dispose toujours, avec le castrum gallo-romain, d’une protection encore à peu près convenable. En définitive, l'enceinte possède plusieurs propriétaires : le roi de France, le chapitre martinien et le chapitre métropolitain, chacun pour une petite longueur de la clouaison, la ville pour sa plus grande partie.

### Une protection qui délaisse certains faubourgs

OpenStreetMap Enceinte médiévale de Tours.

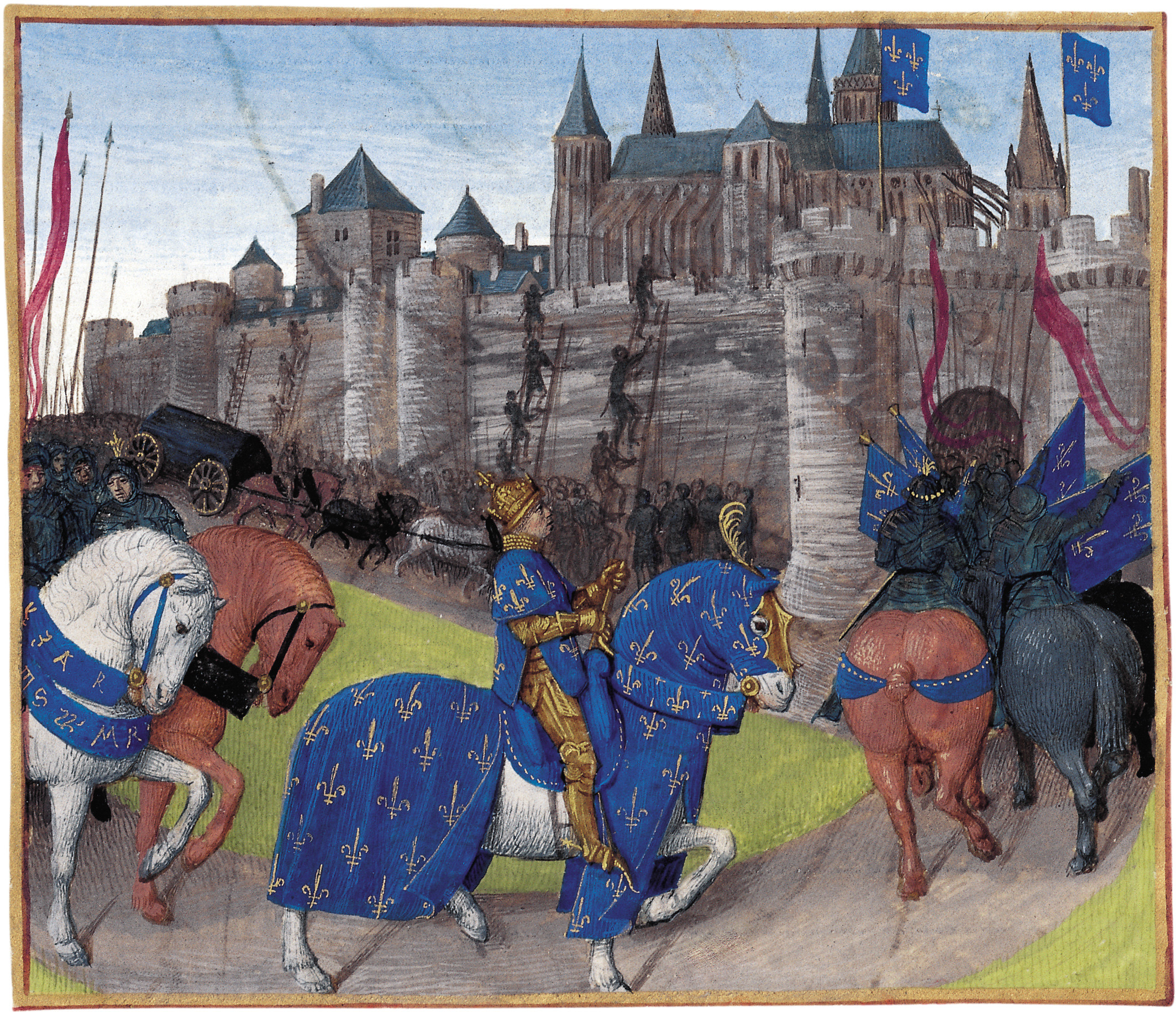
Vue d'artiste de la clouaison (Jean Fouquet, Grandes Chroniques de France,).

La clouaison, d’une longueur de 4 335 m, prend appui à l’est sur la muraille des Arcis, extension occidentale du castrum antique au XIe ou XIIe siècle, mal documentée dans les sources comme sur le terrain. Du côté nord, elle suit le bord de la Loire, dont la rive est progressivement repoussée vers le nord par petits remblais successifs, puis redescend vers le sud au niveau de la rue de la Victoire et de la place des Halles, bifurque vers l’est par la rue de Clocheville où elle intègre l’ancienne église Saint-Michel-de-la-Guerche transformée en bastion, et la rue Émile-Zola où elle réutilise des pierres de l’ancien temple gallo-romain pour rejoindre la Cité. Sa muraille méridionale longe une série de zones marécageuses et de boires qui lui assurent une certaine protection. La ville ainsi délimitée offre une superficie de 58 ha ; elle est structurée par deux voies qui la traversent d'est en ouest, Grande Rue au nord, et rue de la Scellerie au sud,. Il existe toutefois un axe important traversant la ville du nord au sud, appelée route de Saint-Jacques de Compostelle parce qu'elle est fréquentée par les pèlerins, qui va du pont sur la Loire à la porte de Saint-Étienne. Cette porte, dénommée « Porte neuve » sur le plan de Georg Braun, semble présenter un intérêt stratégique majeur pour la ville puisqu'elle est ultérieurement reconstruite et fortifiée.
Par mesure d'économie, il est décidé de ne pas inclure dans la zone défendue, à l'ouest, la totalité du faubourg de Notre-Dame-la-Riche. C’est aussi pour ne pas imposer aux habitants de la Cité de trop lourdes charges, et peut-être faute d'accord avec les chanoines de la cathédrale, que les murailles du castrum, jusqu’alors assez bien entretenues, sont réutilisées. De ce côté, en outre, les constructions ne débordent pas encore les limites des enceintes existantes. Huit des quinze paroisses que compte Tours sont coupées en deux par la construction de cette enceinte, une partie de leur territoire dans la ville, l'autre partie en dehors.

### Une construction «à l'économie»

#### Courtine et chemin de ronde
| - Courtine intégrée à une habitation (rue de la Poissonnerie). - Chemin (passage du Bœuf) longeant la courtine. |

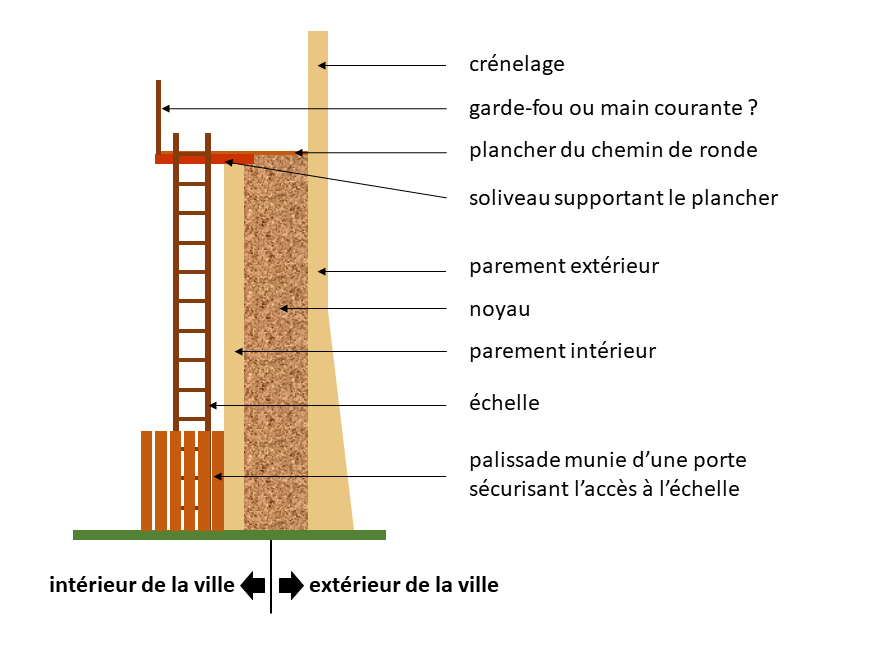
Proposition de restitution d'une coupe de la clouaison (fondations et fossés non représentés).

La conception de cette enceinte n’est pas un gage de solidité. Elle est bâtie dans l’urgence par plusieurs équipes simultanément, par pans contigus se raccordant au prix de décrochements, en partie avec des matériaux de récupération de qualité très hétérogène ; une pierre tombale chrétienne est même retrouvée en remploi. Des pierres extraites de carrières essentiellement locales (les plus éloignées, à Saint-Aignan-sur-Cher, sont distantes de 60 km de Tours) sont identifiées, utilisées dans le parement en moyen appareil. Elle prend localement appui sur des constructions existantes (un temple antique ruiné, une église, une chapelle),. Dans la partie est du front de Loire, la muraille gallo-romaine est rehaussée par une maçonnerie en moyen appareil datant probablement de la construction de la clouaison ou de l'une de ses phases de réparation,.
Les fondations, là où elles ont pu être observées, semblent constituées de moellons calcaires de remploi déversés dans une tranchée, sans mortier de liaison,. La courtine est composée de deux parements en moellons de calcaire réguliers liés au mortier, le noyau étant fait de moellons plus irréguliers liés au mortier ou à l'argile,. La muraille est épaisse d'environ 2 m à sa base et la partie inférieure de sa face externe présente un fruit marqué. Elle est haute de 11,7 m (six toises) mais cette hauteur mentionnée dans les comptes de la ville prend probablement en compte les fondations, les observations donnant 6  à   8 m d'élévation au-dessus du sol selon les secteurs. Elle est crénelée à son sommet — ce crénelage est peut-être en bois, au moins dans un premier temps — et comporte un chemin de ronde en planches établi en surplomb. Ce dernier est probablement accessible par des échelles dont l'accès est sécurisé, tant pour protéger les guetteurs d'une agression que pour les dissuader de quitter leur poste, les désertions étant en effet nombreuses.

#### Double fossé
| Image externe | |
|               | Le double fossé de l'enceinte (la muraille est à droite de l'illustration) sur le site de l'Atlas archéologique de Tours (INRAP). |

L'enceinte est bordée sur tout son périmètre extérieur par un large fossé à fond plat, en eau, alimenté par la Loire, lui-même précédé d’un fossé sec moins large, moins profond et au profil en V ; cette technique du double fossé est courante à l’époque, semblant le plus efficace pour empêcher les assauts. Dans la partie orientale de la ville, au pied de l'ancienne enceinte-gallo-romaine intégrée au nouveau dispositif défensif, le système du double fossé est mis en place comme ailleurs. Une fouille réalisée dans ce secteur montre toutefois que, au moins à cet endroit, le fossé en eau n'est pas relié à la Loire.
Côté Loire, seul le fossé en eau, peut-être discontinu, sépare l’enceinte du fleuve. Le creusement et l'entretien du fossé dans cette partie de l'enceinte se heurte à la présence de la Loire dont les crues balaient et comblent les terrassements, alors qu'à l'étiage, le niveau d'eau ne permet pas de remplir la douve. En outre, l'humidité qui dans ce secteur remonte par capillarité dans le tuffeau des murs les fragilise et ceux-ci ont tendance à s'ébouler dans le fossé lui-même. La terre de creusement des fossés sert souvent de liant à la maçonnerie des fondations ou du noyau, bien que du mortier à la chaux soit aussi utilisé. Sur le front de Loire, la base de la courtine est traversée par des conduites maçonnées localement appelées « tous » permettant l'évacuation de l'eau.

#### Aménagements défensifs de complément

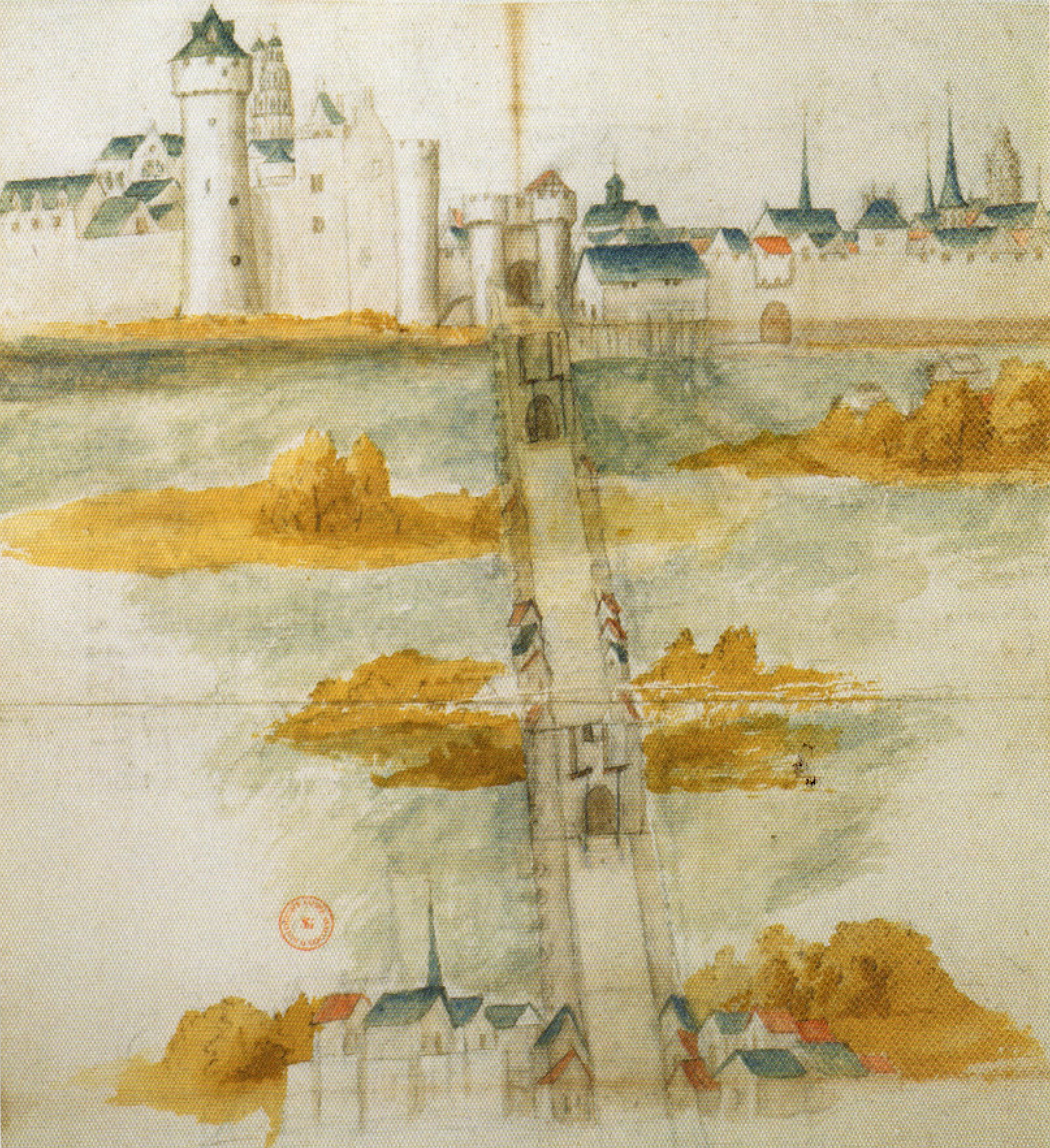
Le pont sur la Loire fortifié (aquarelle du XVIIe siècle).

Une zone non construite — tous les bâtiments qui s’y trouvent sont démolis et leurs pierres récupérées — forme un glacis d’une largeur d'environ 50 mètres qui s’étend devant le mur, alors qu’un passage de 9 pieds de large contre l’intérieur de la muraille (le « tour de ville »), délimité par un muret ou une palissade, assure la libre circulation des patrouilles de garde et l'accès au chemin de ronde sur le rempart. Les 15 portes et poternes et les 14 tours qui jalonnent la clouaison bénéficient d’attentions particulières : les tours sont couvertes et équipées d'un hourd en bois, certaines d'entre elles comportant même des dispositifs leur permettant d’être équipées de canons. Trois accès principaux, ceux de La Riche (à l'ouest), du pont (au nord) et de la tour Feu-Hugon (à l'est), restent toujours accessibles ; les autres peuvent être murés en cas de danger. Certaines des portes sont, élément de prestige, ornées de blasons aux armes de la ville. Des herses et des ponts-levis qui permettent de franchir les fossés sont associés aux portes. Des guérites dont les gardes sont munis de clochettes afin de pouvoir sonner l'alarme sont installées sur tout le pourtour de l'enceinte dès sa construction.
Les défenses sont surtout concentrées sur la face ouest de l’enceinte ; le côté sud n’est équipé que de deux tours, les risques d’attaque de la ville par ce côté encore marécageux de la plaine alluviale entre Loire et Cher étant jugés plus faibles. Quelques échauguettes en bois, adossées au rempart, complètent le dispositif. Pour sa part, le pont sur la Loire fait lui aussi l’objet de travaux : des bastions et deux ponts-levis, l’un près de la rive sud, l’autre au niveau de l’Entrepont sur l’Île Saint-Jacques, au milieu de la Loire, sont construits ; en cas d’attaque, la ville peut être ainsi totalement isolée. La face ouest de l’enceinte des Arcis et les derniers restes des fortifications de Châteauneuf, devenus inutiles, disparaissent rapidement, détruits et leurs matériaux récupérés, ou intégrés aux murs de nouvelles constructions.

## Un destin contrasté

### Une brève existence malgré des travaux de rénovation

#### Modifications et aménagements à l'utilité discutable

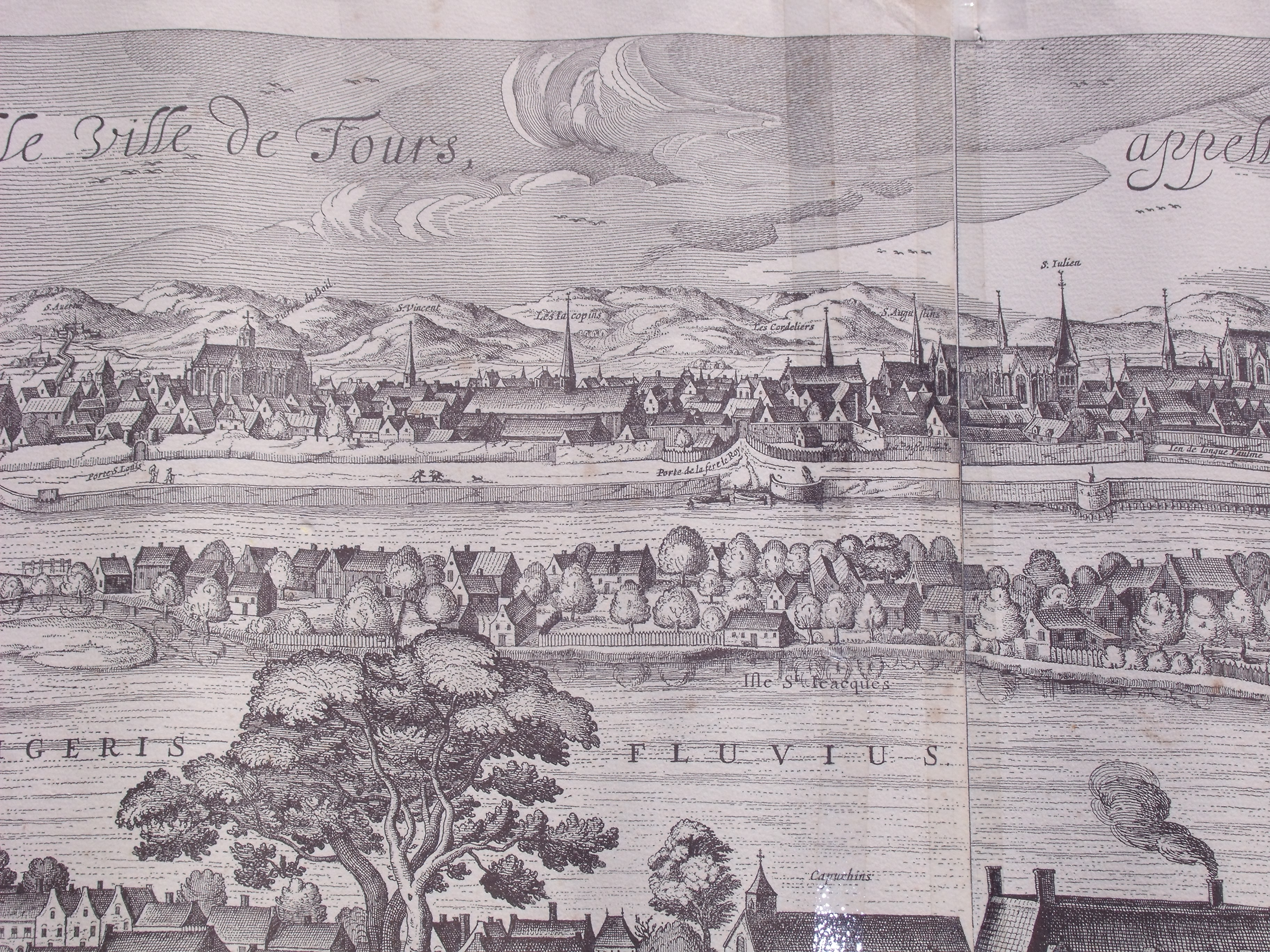
Front de Loire et clouaison (Claes Jansz Visscher, 1625).

La clouaison de Jean le Bon n’a cependant pas une existence durable. Les murs, de qualité médiocre, doivent être fréquemment réparés, ce qui grève beaucoup le budget de la ville. Le siège de 1418 cause à la clouaison des dégâts qu'il faut réparer. Les techniques militaires évoluant, l'enceinte ne présente plus une résistance suffisante à l'artillerie de plus en plus « lourde ». Sa présence devient un handicap pour la circulation (plusieurs portes sont définitivement murées pendant la Guerre de Cent Ans) ainsi que pour l’évacuation des déchets et des eaux usées hors de la ville. Enfin, de nombreux faubourgs, qu'il convient de protéger, se développent hors les murs.
Le fossé sec de la clouaison (« rerefossé ») est délaissé dès le XVe siècle car il ne protège plus la ville contre les pièces d'artillerie dont la portée augmente. En contrepartie, le fossé en eau, est recreusé et élargi. Les années 1440 semblent marquées par d'importants travaux à l'enceinte dont l'aménagement du chemin de ronde et les créneaux où la pierre remplace le bois. Une tour est construite en 1446 au sud, près de la porte de Saint-Vincent. Entre 1447 et 1450, l'enceinte est légèrement agrandie vers le sud et la rue de la Sellerie (orthographe d'alors) prolongée vers la basilique Saint-Martin. Dans la seconde moitié du siècle, en raison à l'insécurité engendrée par la guerre du Bien public, de nouvelles tours sont construites, surtout sur les faces est et sud — la tour de la rue Chièvre est édifiée au niveau de la rue Émile-Zola vers 1470 — : elles permettent d’y installer des canons.
Les tours construites au milieu du XVe siècle présentent toutefois des caractéristiques qualifiées d'« archaïques » dans la mesure où leur conception est militairement dépassée : elles n'autorisent que la défense des zones situées au pied du rempart contre des tentatives d'escalade (leurs ouvertures de tirs ne permettent pas de viser dans d'autres directions) et l'épaisseur de leurs parois les rend vulnérables aux tirs de l'artillerie lourde ennemie. Ce choix architectural, voulu par la ville, est d'autant plus surprenant que Louis XI, qui réside alors au château de Plessis-lèz-Tours, et ses experts militaires ont émis des avis différents sur les améliorations à apporter au système de défense de la ville. Au-delà de l'aspect militaire, la construction de tours sur le flanc sud de l'enceinte, qui en était presque dépourvu, répond peut-être à la volonté de monumentaliser cette partie du rempart et d'offrir une vision plus « flatteuse » de la ville.
L’entretien du fossé en eau est abandonné dès le début du XVIe siècle ; dès lors, il s’envase rapidement et se comble partiellement, les habitants ayant pris l’habitude de s’en servir comme dépotoir. Au début des Guerres de Religion, l'enceinte fait cependant l'objet d'importants travaux de remise en état : la courtine est partiellement arasée ; un talus de terre est plaqué contre la base extérieure de la courtine et des tours dont certaines sont comblées pour offrir une meilleure résistance à l'artillerie ennemie. Les modifications apportées aux tours (arasement, comblement et installation d'une plate forme d'artillerie à leur sommet) se poursuivent pendant tout le XVIe siècle.

#### Projet d'une nouvelle enceinte

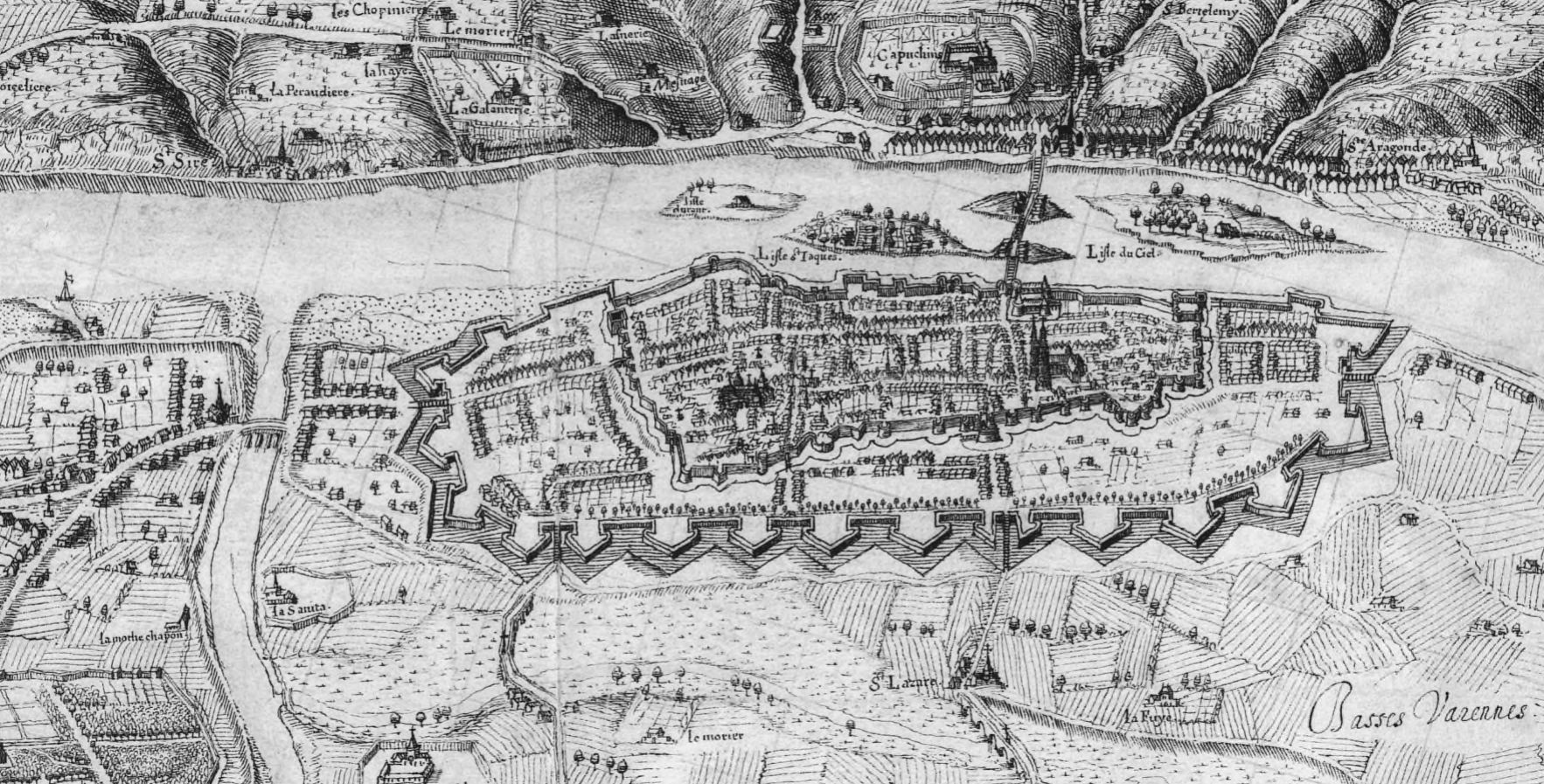
Les enceintes de Tours en 1619.

Un siècle après l'édification de la clouaison et quelques années seulement après les gros travaux dont elle a fait l'objet, les édiles locaux et Louis XI ont bien conscience de la nécessité d'un agrandissement de l'espace constructible : entre 1478 et 1481, le roi lance un chantier qui vise à repousser la Loire vers la rive nord ; trop ambitieux et mal préparé, il est stoppé après quelques travaux. Après d'autres études, une nouvelle enceinte, englobant au sud un périmètre beaucoup plus large, est mise en chantier en 1591 et terminée en 1685 ; elle rend définitivement inutile l'existence de la clouaison.
Les murs médiévaux sont peu à peu abattus pour remblayer les fossés défensifs, dont certaines portions sont déjà transformées en jardins. Fossés et courtines sont vendus aux créanciers de la ville. Seul le front de Loire continue à être entretenu par crainte des crues, y compris dans sa partie la plus orientale, constituée par la muraille du castrum du IVe siècle, très largement remaniée. Dès 1635, la courtine commence à être abattue et les fossés sont définitivement comblés en 1691. Les dernières portes, obstacles au percement de rues, disparaissent au milieu du XVIIIe siècle.

### Un rôle politique déterminant

#### Obligations militaires et sécuritaires
La construction de l'enceinte s'accompagne de la mise en place d'un système de conscription obligatoire pour assurer le guet non armé de la ville et les interventions défensives par des habitants en armes. Sont prioritairement surveillées les portes et la face nord de l'enceinte : c'est de ce côté que sont à craindre les crues de la Loire et les éventuelles attaques des Anglais et de leurs alliés, qui tiennent des places fortes dans le Maine. Les comptes de la ville mentionnent les dépenses affectées à l'enceinte, ce qui englobe les achats d'armement (arbalètes, armes à feu, munitions, etc.) dont le détail n'est pas porté dans les textes. Les personnes vivant intra-muros doivent accepter les servitudes que cette situation impose, comme de devoir rentrer en ville dès le couvre-feu annoncé par des sonneries de cloches aux extrémités est et ouest de la ville, pour n'en ressortir qu'au matin. Face aux aléas de la Guerre de Cent Ans, l'existence de la clouaison établit de manière brutale une hiérarchie entre les habitants. La (relative) sécurité pour ceux qui résident en ville s'oppose à la précarité pour les habitants des faubourgs, ces derniers étant exposés au risque de destruction de leur maison par l'ennemi, quand il ne leur est pas ordonné de le faire de manière préventive.

#### Prise de conscience politique collective

Blason de Tours.

Au-delà de sa relative inutilité défensive, la décision d'édifier cette muraille est surtout lourde de conséquences politiques. La concertation, bon gré, mal gré, devient nécessaire entre tous, clercs ou laïcs, dans tous les domaines. C'est ainsi que les Tourangeaux prennent conscience d'un destin commun en matière d'administration, de gestion de l'espace clos, mais aussi d'une forme de culture communautaire. Le rôle de l'administration collective est d'abord celui d'un maître d'œuvre dans la construction de la clouaison, mais il s'étend rapidement à l'ensemble de l'administration et de la gestion de la ville. Cette démarche trouve d'abord son prolongement en 1385 dans la création d'une assemblée de cinq membres chargés d'évaluer et de faire réparer les dégâts causés à l'enceinte par plusieurs crues de la Loire, puis dans la constitution d'un corps de ville (assemblée des officiers municipaux) en 1462, avec à sa tête un maire pourvu d’un mandat annuel, Jean Briçonnet étant le premier d'entre eux. Dominée par les bourgeois, cette structure se veut représentative de la diversité socio-professionnelle de l'élite tourangelle vivant intra-muros. La « bonne ville » est en train de naître, nettement distincte de sa banlieue.

## Chronologie de l'enceinte
Chronologie de la clouaison de Jean le Bon, de sa construction à son abandon.
■ Épisode de l'histoire de France et ■ de Tours directement lié à l'évolution de la clouaison - ■ Phase de construction - ■ Phase de destruction ou de fragilisation

## De rares vestiges
Dans son ouvrage Tours qui disparaît, publié en 1912, Édouard Gatian de Clérambault dessine plusieurs parties de l'enceinte : portions de courtine intégrées à des habitations plus récentes, portes mais plus aucun vestige de la clouaison de Jean le Bon ne demeure hors-sol au XXIe siècle. La porte Rouline, percée à l’extrémité du bastion de l’amphithéâtre et tardivement fortifiée est devenue trop étroite pour le passage des chariots ; elle disparaît au XVIIIe siècle. La « rue de la Grosse Tour » conserve le souvenir de l'une des tours de défense, également appelée tour Malquin, sur la face occidentale de la clouaison au nord de l'actuelle place Gaston-Paillhou et à l'ouest de la place du Grand-Marché.
Les incendies de Tours en juin 1940 et la reconstruction d'après-guerre jouent un rôle déterminant dans la disparition des parties de l'enceinte encore debout. Les derniers pans de la courtine en élévation dans le passage du Bœuf sont abattus début 1974 lors du réaménagement urbanistique du quartier des Tanneurs et la construction de bâtiments de l'université de Tours,. Les fondations d’une tour du XIVe siècle (la tour « Posson ») sont étudiées en 1991 rue de la Victoire avant d’être ré-enfouis,. Des soubassements mis au jour en 2002 lors du creusement du parking public Anatole-France, ce qui donne lieu à une étude complète du front de Loire à l’époque médiévale, sont conservés en sous-sol ; après étude, ils sont déposés, nettoyés et réinstallés à leur emplacement initial, sur un solin de béton et, de l’intérieur du parking, la face externe de la muraille est apparente ; il s'agit du seul vestige accessible au public au XXIe siècle.
À défaut d'être encore apparente dans le paysage urbain, l'enceinte marque de son empreinte la voirie de la ville. La rue des fossés Saint-Georges tracée à la fin du XVIIe siècle, suivant le tracé du fossé qui borde l'enceinte au sud, perdure à l'ère contemporaine : ce sont les rues de Clocheville et Émile-Zola. Dans cette dernière rue, l'alignement imparfait des façades de plusieurs bâtiments du lycée Sainte-Ursule est dû à ce qu'ils sont assis sur les soubassements de la courtine et d'une tour construite en 1446 près de la porte de Saint-Vincent,. Sur le flanc occidental, la rue de la Victoire (ancienne rue des fossés Saint-Martin) et la partie ouest de la place Gaston-Paillhou (ancienne rue des fossés Saint-Clément) sont aussi des révélateurs de la proximité de l'enceinte. La porte de Saint-Étienne, démantelée au XVIIe siècle, est occupée par la partie occidentale de la place François-Sicard.
À l'issue d'une enquête débutée en 1997, la clouaison de Jean le Bon est inscrite à l'inventaire général du patrimoine culturel en 1991.

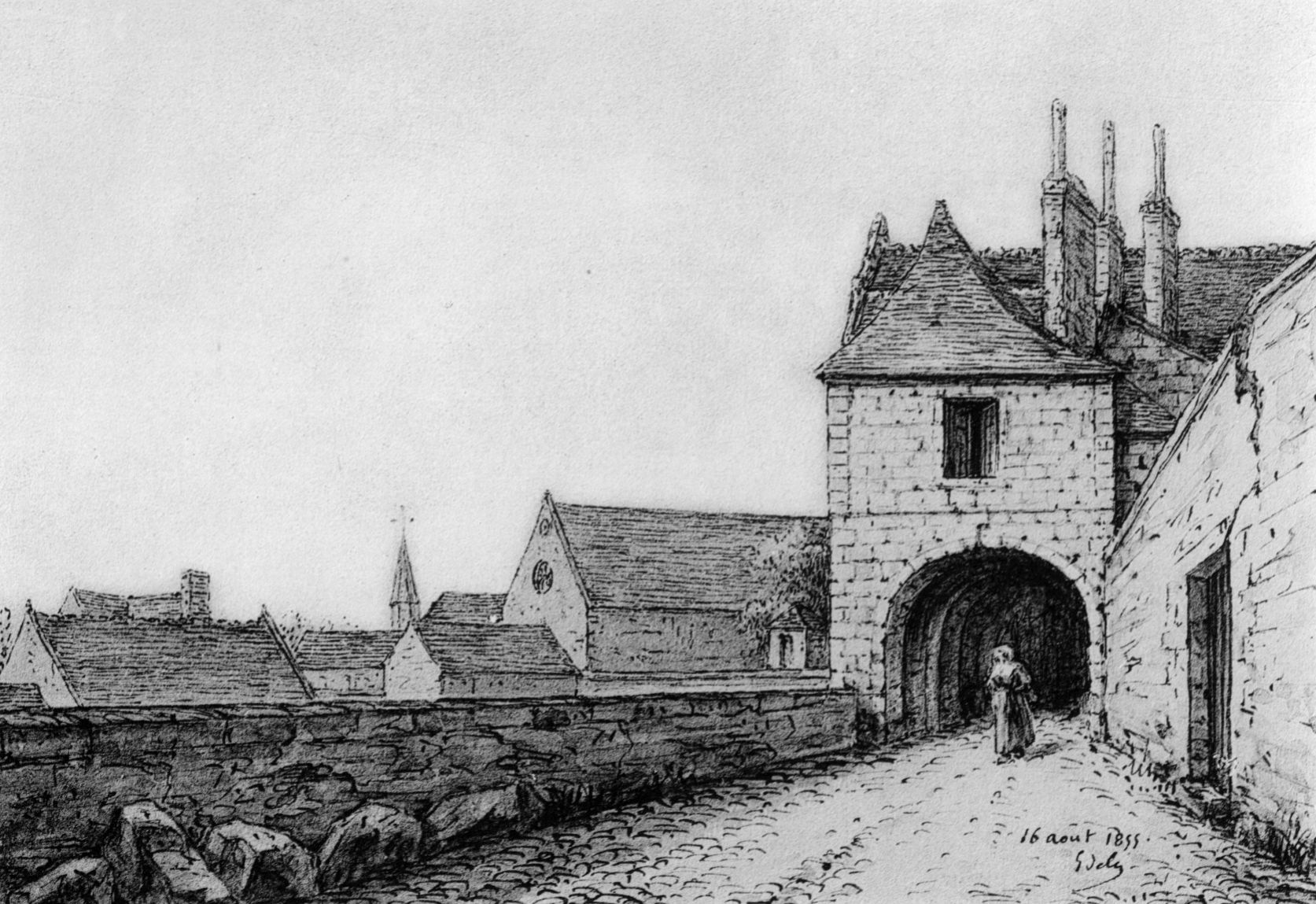
Vue de la porte Rouline depuis l'est de la rue du Général-Meusnier[N 9].
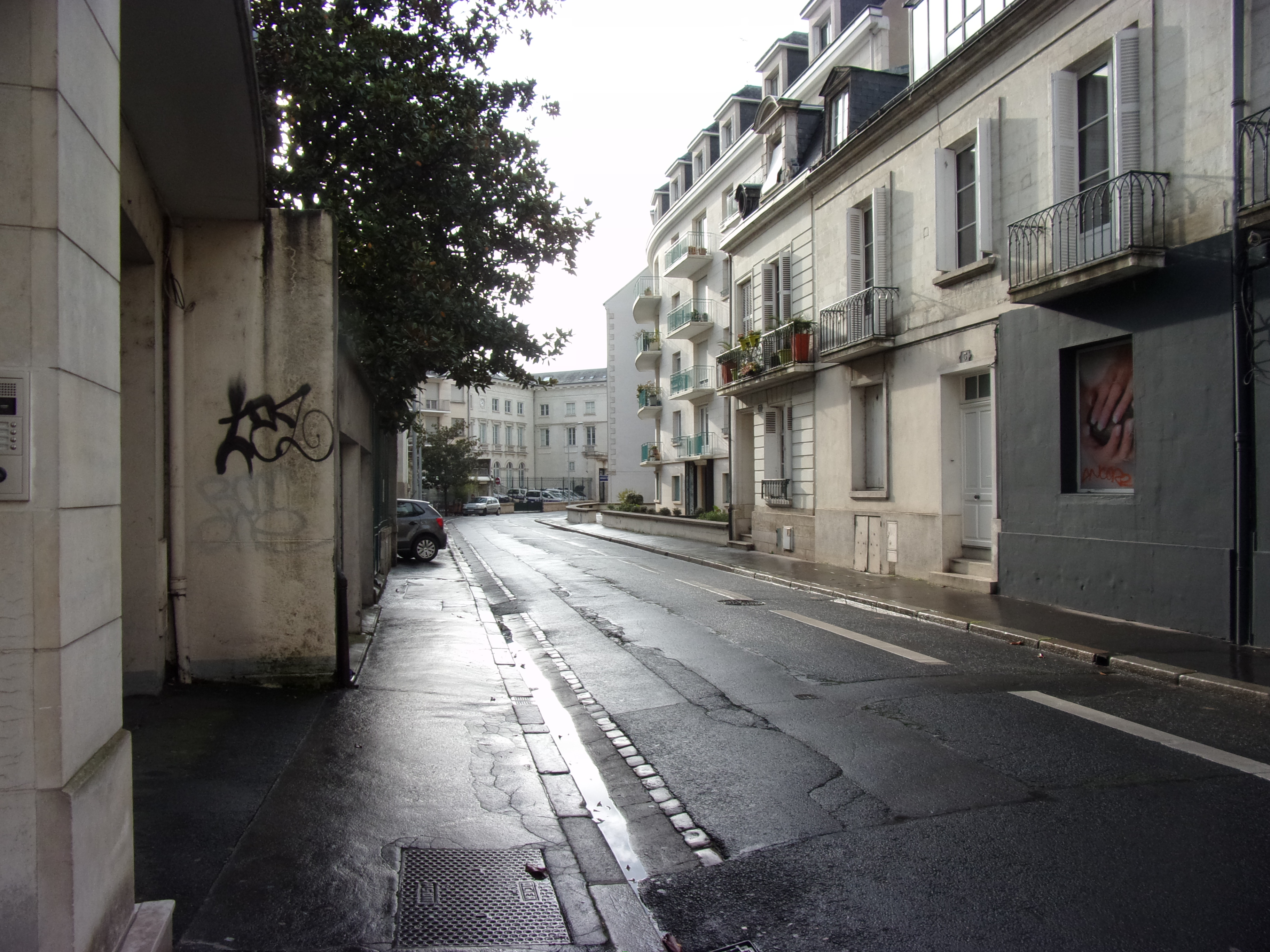
Rue de Clocheville vue vers l'ouest.
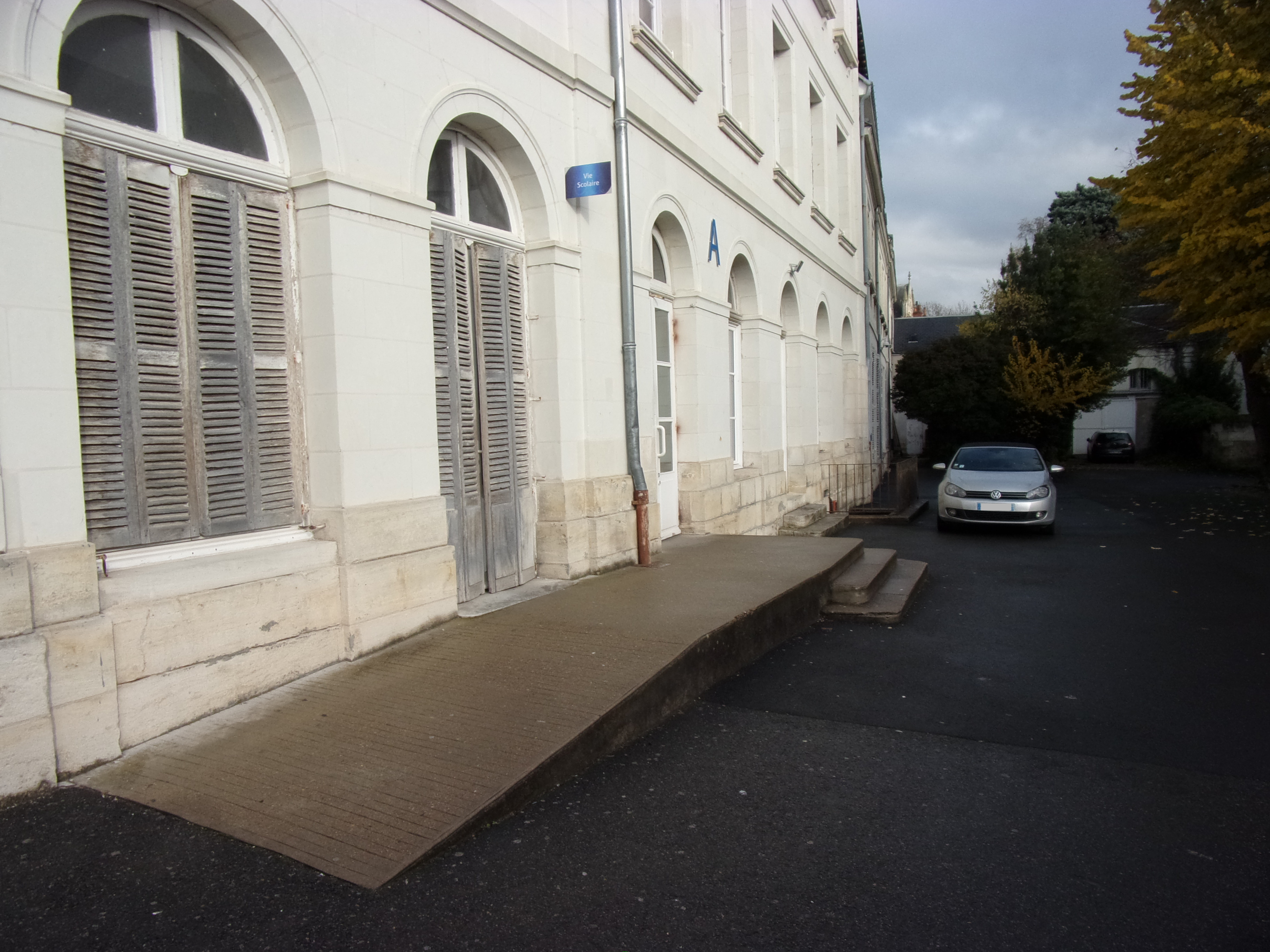
Lycée Sainte-Ursule (rue Émile-Zola).

## Études historiques et archéologiques
Jusqu'au XXIe siècle, la clouaison ne fait l'objet d'aucune publication spécifique portant sur son étude globale. Parmi les documentations disponibles, celles qui sont mentionnées dans cette section apportent un éclairage plus particulier sur l'architecture de cette enceinte et son rôle.
En 1959, Bernard Chevalier s'intéresse, dans un numéro du Bulletin philologique et historique du comité des travaux historiques et scientifiques, aux conséquences de la construction de la clouaison sur l'organisation militaire et la défense de la ville.
Bernard Toulier publie dans le Bulletin de la Société archéologique de Touraine (BSAT) de 1974 le résultat des observations réalisées au nord-ouest de la ville où des structures de l'enceinte vont être détruites lors du réaménagement du quartier des Tanneurs et la construction de bâtiments de l'université de Tours.
Sylvain Livernet consacre plusieurs passages de sa thèse de doctorat Tours du XVIIIe au XXe siècle. La conservation des éléments anciens dans une ville moderne, publiée en 1982, au devenir des vestiges de l'enceinte et à leur intégration dans la ville moderne.
Christian Theureau rend compte, dans le BSAT 1991, du résultat d'observations réalisées sur le flanc ouest de l'enceinte ; elles précisent la structure des fossés, de la courtine et de l'une des tours.
En 1999, Bernard Chevalier revient en détail sur le chronologie et l'interprétation politique des aménagements apportés à l'enceinte au XVe siècle, dans un chapitre de l'ouvrage Les Enceintes urbaines (XIIIe et XVIe siècles).
Plusieurs chapitres de l'ouvrage collectif Tours antique et médiéval. Lieux de vie, temps de la ville. 40 ans d'archéologie urbaine publié en 2007 sous la direction d'Henri Galinié sont consacrés à la clouaison (vestiges archéologiques, intégration dans le schéma urbain, conséquences politiques de sa construction).